# Småtunga
Småtunga (Buglossidium luteum) är en fisk i familjen tungefiskar.

## Utseende
En liten plattfisk med vanligtvis sandfärgad ögonsida (=högersida). Rygg- och analfenorna har ett randigt utseende genom att var 6:e till 7:e stråle är mörkfärgad. Bröstfenorna är mycket små, speciellt den på blindsidan. Den kan nå en längd av högst 15 cm, men blir ofta inte längre än 8 cm. Högsta konstaterade ålder är 13 år.

## Vanor
Småtungan är en bottenfisk som lever på mjuka sandbottnar på upptill 350 meters djup, även om den föredrar lägre vattendjup (10 – 40 m). I äldre litteratur har dock högre djup angivits; Curry-Lindahl anger 460 m. Den lever av olika bottendjur som hoppkräftor, märlkräftor, kräftdjursordningen cumacea ("kommaräkor"), musslor och havsborstmaskar.

### Fortplantning
Honan blir könsmogen vid en längd av 7 till 8 cm, hanen vid 6 till 7 cm. Arten leker under vår och sommar.

## Utbredning
Småtungan lever i östra Atlanten från Brittiska öarna, södra Norge, Nordsjön, Skagerack och Kattegatt via Medelhavet och Svarta havet till Västafrika. Arten fortplantar sig vid Sveriges västkust.